# Eggo Cereal

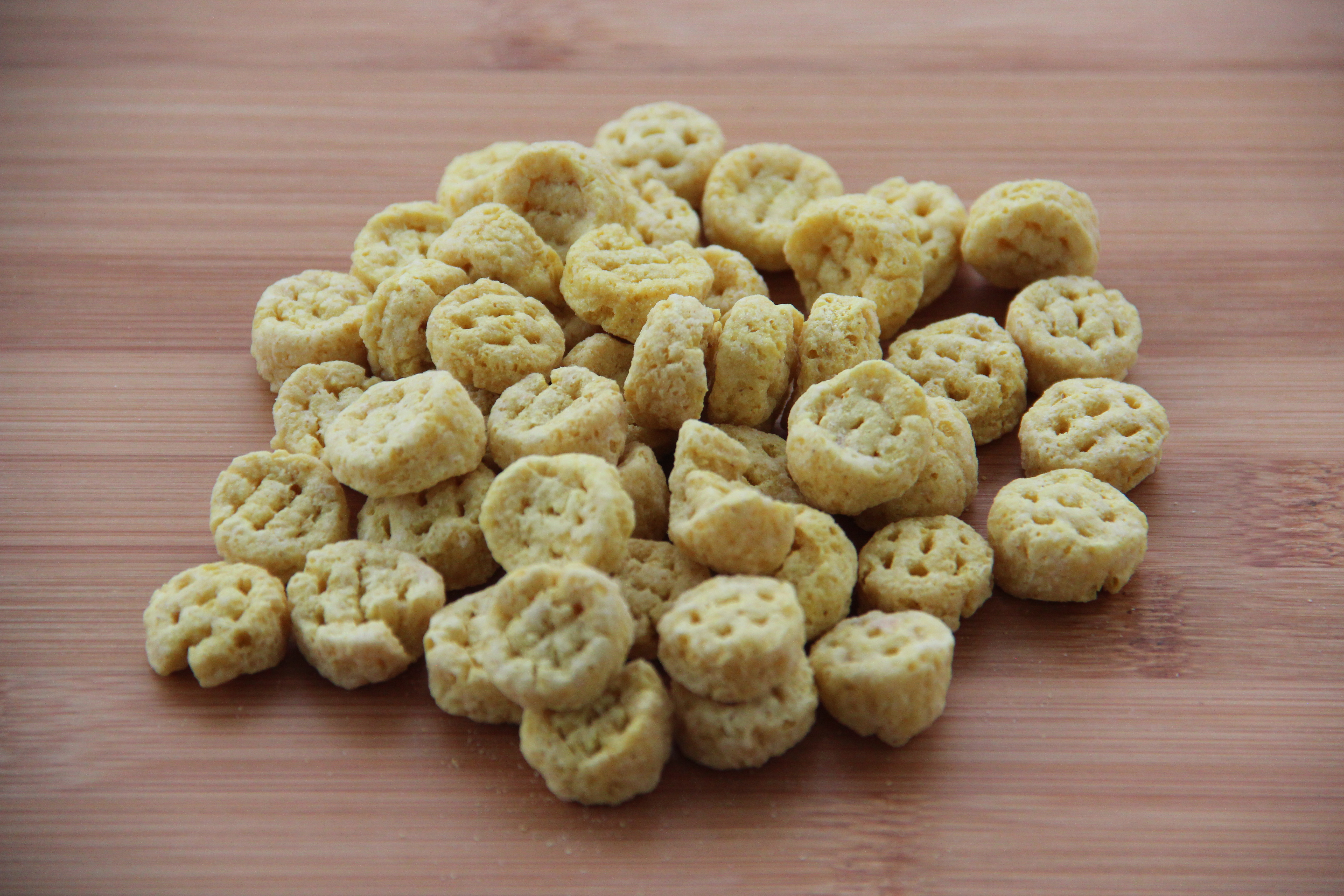
Uma pilha de cereais eggo

O cereal eggo é um cereal matinal fabricado pela Kellogg Company.